# البراح (حزم العدين)

تعديل مصدري - تعديل

البراح هي إحدى قرى عزلة الشعاور بمديرية حزم العدين التابعة لمحافظة إب، بلغ تعداد سكانها 953 نسمة حسب تعداد اليمن لعام 2004.